# Nicolás Maduro
Nicolás Maduro Moros, venezuelski politik, * 23. november 1962, Caracas, Venezuela.
Od leta 2013 je 46. predsednik Venezuele, pred tem, med leti 2006 in 2013 je bil zunanji minister ter od 2012 do 2013 podpredsednik v vladi Huga Cháveza. 

## Politična kariera
Maduro je začel delati kot voznik avtobusa, kasneje je postal sindikalni vodja, leta 2000 je bil izvoljen v državni zbor. Imenovan je bil na številne položaje v venezuelski vladi pod Chavezom, kjer je bil leta 2006 zunanji minister. V tem času je bil opisan kot »najbolj sposoben administrator in politik v Chavezovem notranjem krogu«. Po Chávezovi smrti 5. marca 2013 je Maduro prevzel pristojnosti in odgovornosti predsednika. Na posebnih predsedniških volitvah 14. aprila 2013 je Maduro dobil 50,62 % glasov kot kandidat Združene socialistične stranke Venezuele. 19. aprila je tudi uradno postal predsednik.  Njegovo predsedovanje je sovpadalo s padcem družbenogospodarskega statusa Venezuele, kjer so se povečali kriminal, inflacija, revščina in lakota; analitiki so pripisali nazadovanje Venezuele tako gospodarski politiki Cháveza kot Madura, medtem ko je Maduro krivil špekulacije in gospodarsko vojno, ki so jo vodili njegovi politični nasprotniki.  Zaradi pomanjkanja v Venezueli in znižanja življenjskega standarda so se v letu 2014 začeli protesti, ki so prerasli v dnevne pohode po vsej državi, na katerih je umrlo 43 ljudi. Vse to je vodilo v padec Madurove priljubljenosti   Zaradi izgube priljubljenosti je na volitvah v državni zbor 2016 zmagala opozicija.  
Po vstopu v ustavno krizo, ko je vrhovno sodišče, zvesto Maduru, odvzelo mnoge pristojnosti Državnemu zboru, so leta 2017 izbruhnili večmesečni protesti, zaradi česar je Maduro pozval k spremembi ustave in povzročil najmanj 153 smrtnih žrtev. Na mednarodno kritiziranih volitvah 30. julija 2017, ki jih je Venezuelska opozicija bojkotirala, je bila izvoljena Ustavodajna skupščina Venezuele, večina njenih izvoljenih članov je podpirala Madura. Ustanovna skupščina je nato zelo omejila moč državnega zbora in sama postala glavno politično telo v državi. 20. maja 2018 je bil Maduro ponovno izvoljen kot predsednik na volitvah, ki jih veliko držav ni priznalo kot legitimne. Atlantski svet in Financial Times sta te volitve označila za farso. Udeležba je bila najnižja v sodobni Venezueli, nekateri opozicijski voditelji pa niso smeli sodelovati. Tako kot Chávez, je bil Maduro obtožen avtoritarnega vodstva, pri čemer so ga osrednji mediji opisali kot diktatorja, zlasti po prekinitvi gibanja za odpoklic predsednika, ki je bilo usmerjeno proti njemu.  Po volitvah leta 2017 so ZDA sankcionirale Madura, tako da so zamrznili njegovo ameriško premoženje in mu prepovedali vstop v državo, z razlago, da je »diktator«. Večina narodov v Ameriki in zahodnem svetu je prav tako zavrnila priznanje ustavodajne skupščine in veljavnost njegove ponovne izvolitve leta 2018, nekatere države pa so uvedle lastne sankcije proti njemu in njegovi upravi.  Zavezniki, kot so Kitajska, Kuba, Iran, Rusija in Turčija, so ponudili podporo in obsodili vmešavanje v notranje zadeve Venezuele.
Kljub pobudam za odstop s položaja predsednika, ko je njegov prvi mandat potekel 10. januarja 2019, je predsednika Madura ustoličil predsednik Vrhovnega sodišča Venezuele Maikel Moreno. To je povzročilo splošno obsojanje; nekaj minut po zaprisegi je Organizacija ameriških držav na posebni seji Stalnega sveta odobrila resolucijo, v kateri je bil Maduro razglašen za nelegitimnega predsednika Venezuele, in pozvala k izvedbi novih volitev. Državni zbor je razglasil izredno stanje in nekateri narodi so umaknili svoja veleposlaništva iz Venezuele. Po njihovem prepričanju je njegova izvolitev nezakonita, zato naj bi Maduro s ponovnim prevzemom položaja spreminjal Venezuelo v nelegitimno de facto diktaturo.
Maduro se je na volitvah 28. julija 2024 potegoval za svoj tretji mandat. Zaznamovale so jih popoln Maudurov nadzor nad oblastjo in represija opozicije. Njegov glavni tekmec je bil Edmundo Gonzalez. Predvolilne ankete so napovedovale močno zmago Gonzaleza. Nacionalna volilna komisija, ki je pod nadzorom Madura, je razglasila zmago Madura z 51,20% glasov ne da bi objavila celotne rezultate, in Madura takoj proglasila za predsednika. Opozicija je objavila izpiske iz večine volišč, ki so pokazali močno zmago Gonzaleza. Večina svetovnih voditeljev ni priznala zmage Madura, volitve pa so bile označene za ponarejene. Po državi so izbruhnili masovni protesti v katerih je bilo ubitih več protestnikov, Maduro pa je zaprl nekatere opozicijske politike. 